# Выборы в США (2018)
Выборы 2018 года в США в основном проводятся 6 ноября — в день так называемых Промежуточных выборов в середине первого президентского срока Дональда Трампа. Полностью переизбирается нижняя палата Конгресса США — Палата представителей, а также 35 сенаторов из 100. Кроме того, переизбираются 39 губернаторов штатов и территорий, а в ряде штатов проводятся другие местные выборы.

## Выборы в Сенат 6 ноября 2018 года
- Перевыборы 33 сенаторов 1-го класса.
- Дополнительные выборы в Сенат США[англ.] (Миннесота)
- Дополнительные выборы в Сенат США[англ.] (Миссисипи)

## Выборы в Палату представителей
- Перевыборы 435 членов Палаты представителей, а также неголосующих делегатов от округа Колумбия и представителей четырёх из пяти островных территорий (6 ноября 2018);
- Дополнительные выборы в Палату представителей США в 18-м округе Пенсильвании[англ.] ввиду отставки Тима Мерфи[англ.] (13 марта 2018);
- Дополнительные выборы в Палату представителей США в 8-м округ Аризоны[англ.] ввиду отставки Трента Фрэнкса[англ.] (24 апреля 2018);
- Дополнительные выборы в Палату представителей США в 12-м округе Огайо[англ.] ввиду отставки Пэта Тибери[англ.] (7 августа 2018);
- Дополнительные выборы в Палату представителей США в 13-м округе Мичигана[англ.] ввиду отставки Джона Коньерса (6 ноября 2018);
- Дополнительные выборы в Палату представителей США в 27-м округе Техаса[англ.] ввиду отставки Блэйка Фаренхолда[англ.] (дата не определена — решением суда в 2017 году округ признан неконституционным).

## Выборы губернаторов штатов 6 ноября 2018 года
- Перевыборы 39 губернаторов[англ.]

## Референдум на Аляске 3 апреля 2018 года
- Референдум на Аляске[англ.] по «предложению 1», разрешающему работодателям и владельцам разного рода общественных мест ограничивать доступ в душевые, туалеты и раздевалки по признаку половой принадлежности. «Предложение 1» рассматривалось представителями ЛГБТ-сообщества как попытка ущемить права трансгендеров, поскольку предполагала разделение исключительно по биологическому принципу. Отклонено большинством в 53 % голосов.

## Выборы мэров
- Выборы мэра[англ.] Ньюарка, штат Нью-Джерси (8 мая 2018)
- Выборы мэра[англ.] Финикса, штат Аризона (перенесены с 6 ноября 2018 года на 12 марта 2019)
- Выборы мэра[англ.] Сан-Франциско (5 июня 2018)
- Выборы[англ.] мэра Вашингтона (6 ноября 2018)
- Выборы мэра[англ.] Нэшвилла (24 мая 2018)